# Список королей Ирака
После окончания Первой мировой войны и распада Османской империи три бывших османских вилайета, составлявшие современный Ирак, перешли под контроль Великобритании, что вскоре вызвало недовольство среди населения. Для того, чтобы волнения прекратились, в 1921 году в Ираке была учреждена монархия. Правящей стала династия Хашимитов, первым королём — Фейсал I, бывший король Сирии, а также сын первого короля Хиджаза Хусейна бен Али. 96 % иракцев, голосовавших в ходе плебисцита, высказались в пользу монархии.
Королевство Ирак просуществовало в течение 37 лет. В 1958 году в стране произошёл государственный переворот, вошедший в историю как Июльская революция. Результатом переворота стало свержение монархии и установление республиканской власти в Ираке.

## Список королей
| Портрет | Имя                         | Дата рождения | Начало правления | Окончание правления | Дата смерти     |
| ------- | --------------------------- | ------------- | ---------------- | ------------------- | --------------- |
|         | Фейсал I араб. فيصل بن حسين‎ | 20 мая 1883   | 23 августа 1921  | 8 сентября 1933     | 8 сентября 1933 |
|         | Гази I араб. غازي‎           | 21 марта 1912 | 8 сентября 1933  | 4 апреля 1939       | 4 апреля 1939   |
|         | Фейсал II араб. فيصل الثاني‎ | 2 мая 1935    | 4 апреля 1939    | 14 июля 1958        | 14 июля 1958    |